# Marie-Charlotte Delmas
Pour les articles homonymes, voir Delmas.
Œuvres principales
- Le Grand Légendaire de France (2007)
- Dictionnaire de la France mystérieuse (2016)
- Dictionnaire de la France merveilleuse (2017)

Marie-Charlotte Delmas, née à Toulouse est une romancière, scénariste de bande dessinée et chercheuse française.
Son œuvre romanesque relève de la littérature fantastique. Ses recherches portent sur les croyances populaires françaises et elle publie différents articles et ouvrages sur ce sujet.

## Biographie
Marie-Charlotte Delmas se dirige d’abord vers l’écriture théâtrale et la mise en scène. Parallèlement, elle suit des études de lettres modernes avant d'étudier les sciences du langage à l’École des hautes études en sciences sociales. Sémiologue, elle soutient une thèse de doctorat sous la direction de Gérard Genette et partage son temps entre son métier de conservateur de bibliothèque, la recherche et l’écriture. Spécialisée dans les discours liés au surnaturel et les croyances populaires, c’est grâce aux encouragements de son ami, le folkloriste et écrivain Claude Seignolle, sur lequel elle publie deux essais, qu’elle se lance dans la fiction en 1999.
Après la sortie de ses premiers romans fantastiques pour enfants, elle dirige la collection Chauve-Souris aux éditions Syros jusqu’en 2002, collection pour laquelle elle écrit une dizaine de livres. Elle se lance également dans le scénario de bande dessinée avec les dessinateurs Max Cabanes et Pierre Wininger.
En 2003, Marie-Charlotte Delmas abandonne la fiction pour reprendre ses recherches sur les croyances et légendes populaires, thèmes sur lesquels elle publie plusieurs ouvrages. Après vingt années de recherches et de travail, elle publie chez Omnibus Le Dictionnaire de la France mystérieuse (2016) et le Dictionnaire de la France merveilleuse (2017).
En 2019, elle publie un roman Rennes-le-Château : l'Évangile des Bergers. Elle y démonte le mythe de Rennes-le-Château en y recréant un mythe encore plus extraordinaire.

## Publications

### Claude Seignolle
- Seignolle, le bateleur de chimères, édition Hesse, 1er mars 1998.  (ISBN 978-2-911272-13-4).
- Claude Seignolle, le meneur de contes, Le Temps qu'il fait, 19 mai 1998.  (ISBN 978-2-86853-228-2).

### Croyances populaires, contes et légendes
- Superstitions et croyances des pays de France, Le Chêne, 16 avril 2003.  (ISBN 978-2-84277-457-8).
- Sur la trace des fées, Glénat, 2004, 7 décembre 2004.  (ISBN 978-2-7234-4738-6)
- Le Grand Livre des contes populaires de France, (préface de Claude Seignolle), Éditions Omnibus, 1er octobre 2007.  (ISBN 978-2-258-07091-2).
- Les Contes de Perrault dans tous leurs états, avec Annie Colognat, Éditions Omnibus, 2007.
- Le Grand Légendaire de France, Éditions Omnibus, 2 novembre 2007.  (ISBN 978-2-258-07538-2).
  - t. I : Fées et lutins. Les esprits de la nature, XII-842 p.  (ISBN 978-2-258-07044-8)
  - t. II : Fantômes et revenants. Le monde de l'au-delà, X-680 p.  (ISBN 978-2-258-07231-2)
  - t. III : Démons et sorciers. Les créatures du diable, XII-873 p.  (ISBN 978-2-258-07331-9)
- Petits et grands secrets de Magie amoureuse : Charmes et sortilèges populaires, Fetjaine, 1er octobre 2009,  (ISBN 978-2-35425-139-0).
- Le Légendaire des dragons, avec Laurie Prévot, Fetjaine, 22 novembre 2010.  (ISBN 978-2-35425-186-4).
- Fées et lutins, Les esprits de la nature, réédition France Loisirs de l'ouvrage sorti en 2006, 2011,  (ISBN 978-2-298-04743-1).
- Fées, lutins et chimères, Éditions Omnibus, 18 mai 2011.  (ISBN 978-2-258-08925-9)
- Dictionnaire de la France mystérieuse, Éditions Omnibus, 20 octobre 2016.  (ISBN 978-2-258-13623-6). Réédition France Loisirs de l'ouvrage sortie en décembre 2017.
- Dictionnaire de la France merveilleuse, Éditions Omnibus, 9 mai 2017,  (ISBN 978-2-258-13624-3).
- Rennes-le-Château - L'Évangile Des Bergers, roman, éditions de l'Œil du sphinx, 26 novembre 2019,  (ISBN 978-2-38014-013-2).

### Livres pour la jeunesse et bandes dessinées
- La Ferme du diable, Syros, 1999.

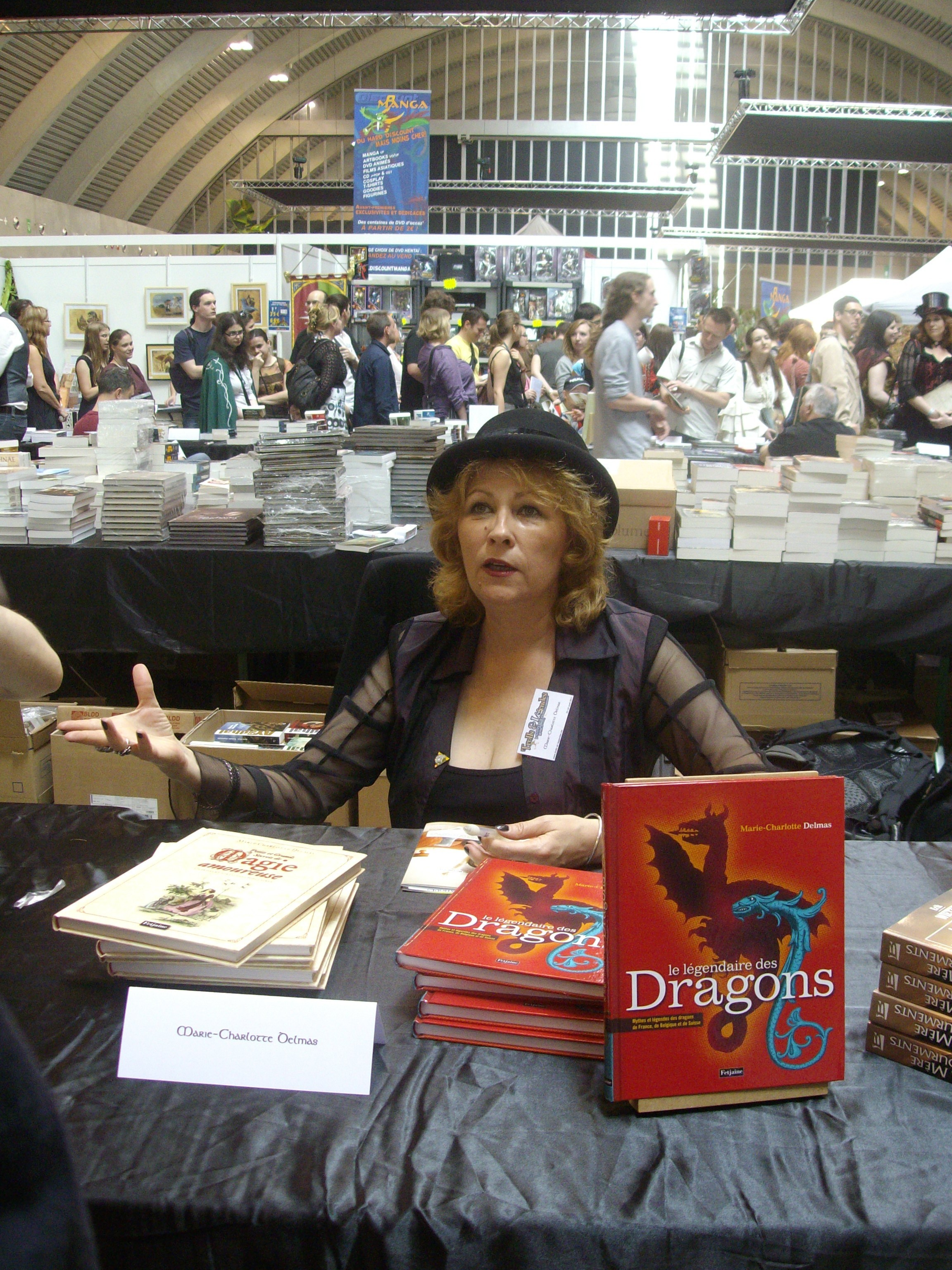
Marie-Charlotte Delmas au festival de Mons

- Le Petit lexique des superstitions, Syros, illustré par Max Cabanes, 1999.
- Le Petit lexique des vampires, Syros, illustré par Max Cabanes, 2000.
- Le Petit lexique des fantômes, Syros, illustré par Max Cabanes, 2000.
- Le Petit lexique des sorcières, Syros, illustré par Max Cabanes, 2000.
- Le Petit lexique du fantastique, Syros, illustré par Max Cabanes, 2000.
- Histoires sorcières de Claude Seignolle, Syros, 2000.
- Le Mystère du puits-qui-parle, Syros, 2000.
- La Vengeance du meneur de rats, Syros, 2000.
- La Malédiction des pendus, Syros, 2000.
- Le Petit lexique des superstitions de Noël, Syros, illustré par Max Cabanes, 2001.
- Le Maudit-aux-oies, Syros, 2002.
- Les Miroirs du temps, Le Retour des veilleurs, Glénat, illustré par Pierre Wininger, 18 juin 2003.  (ISBN 978-2-7234-3671-7).
- Le Mystère de la maison Winchester, Glénat, illustré par Max Cabanes, 18 février 2004.  (ISBN 978-2-7234-3420-1).

## Distinctions
- Prix spécial du jury du prix Imaginales pour Le Grand Légendaire de France, en 2007 à Épinal.